# 북이스라엘 왕국
북이스라엘 왕국(히브리어: מַמְלֶכֶת יִשְׂרָאֵל‎, 현대 히브리어: Mamlekhet Yisra'el, 티베리아 히브리어: Mamléḵeṯ Yiśrāʼēl, 기원전 922년경~기원전 722년경) 또는 사마리아 왕국은 고대 중동에 있었던 국가다. 성경과 역사학계에 의하면, 이스라엘 왕국이 유다 왕국과 북이스라엘 왕국으로 분열될 때 형성되었는데, 일부 학자들은 북이스라엘 왕국은 기원전 884년 오므리 왕조에 이르러 왕국 형태를 갖추었다고 주장한다.:169–195
이스라엘 왕국이 북부와 남부로 분열될 때 유다 지파와 베냐민 지파를 제외한 르우벤, 스불론, 시므온, 므낫세, 단, 잇사갈, 아셀, 에브라임, 납달리, 갓 등 이렇게 열 부족을 규합하여 북부를 지배한 왕국이다. 209년간 존속해 19명 임금이 나라를 다스렸다.
왕조 교체가 빈번하여 정정(政情)이 불안하였다. 벧엘 이북을 영토로 하고 오므리 왕조 시대에 남쪽 왕국의 수도 예루살렘에 대항하기 위하여 수도 사마리아를 건설하였다. 유다에 비하여 땅이 비옥하였으므로 농경적 성격이 강하고 종교적으로도 토착종교 또는 이민족의 신앙이 상당한 세력을 갖추고 있었다.
구약 성서 기록에 따르면, 예후 등을 제외하고는 대부분 기존 야훼 대신 몰렉, 아스타르테, 바알 등 신들을 숭배했다고 한다. 기원전 722년에 아시리아 제국 침략으로 멸망했다. 이스라엘을 정복한 아시리아 제국은 단호하게 통혼 정책을 펴 '동화'시켰다.

## 역사

### 초기 왕조와 오므리 왕조

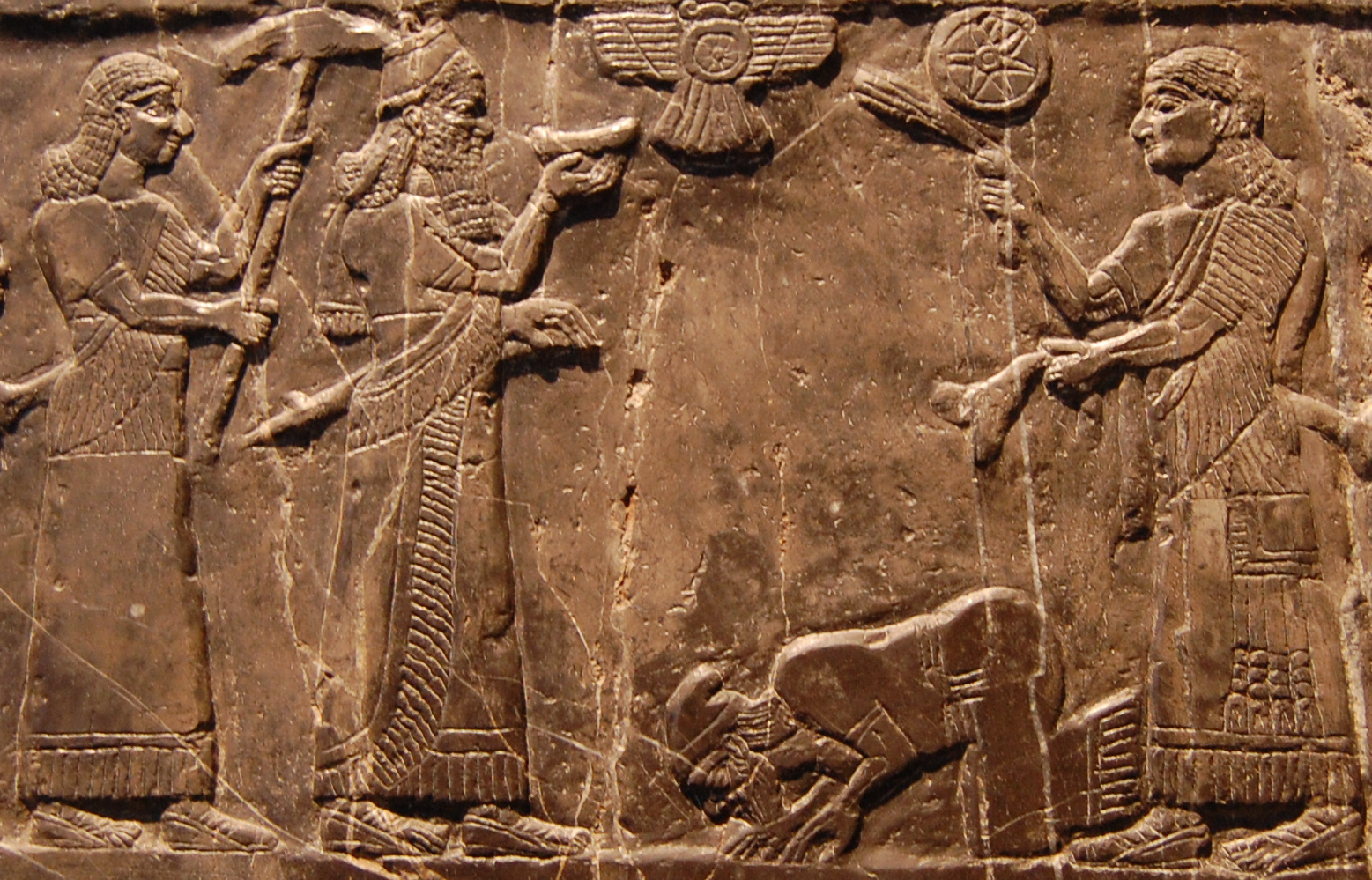
북이스라엘의 왕 "오므리의 땅의 백성의 예후(𒅀𒌑𒀀 𒈥 𒄷𒌝𒊑𒄿)"가 샬마네세르 3세의 공훈을 기록한 검은 오벨리스크에 새겨져있다. 이 부조는 유다 왕국을 묘사한 현존하는 유일한 부조이다.

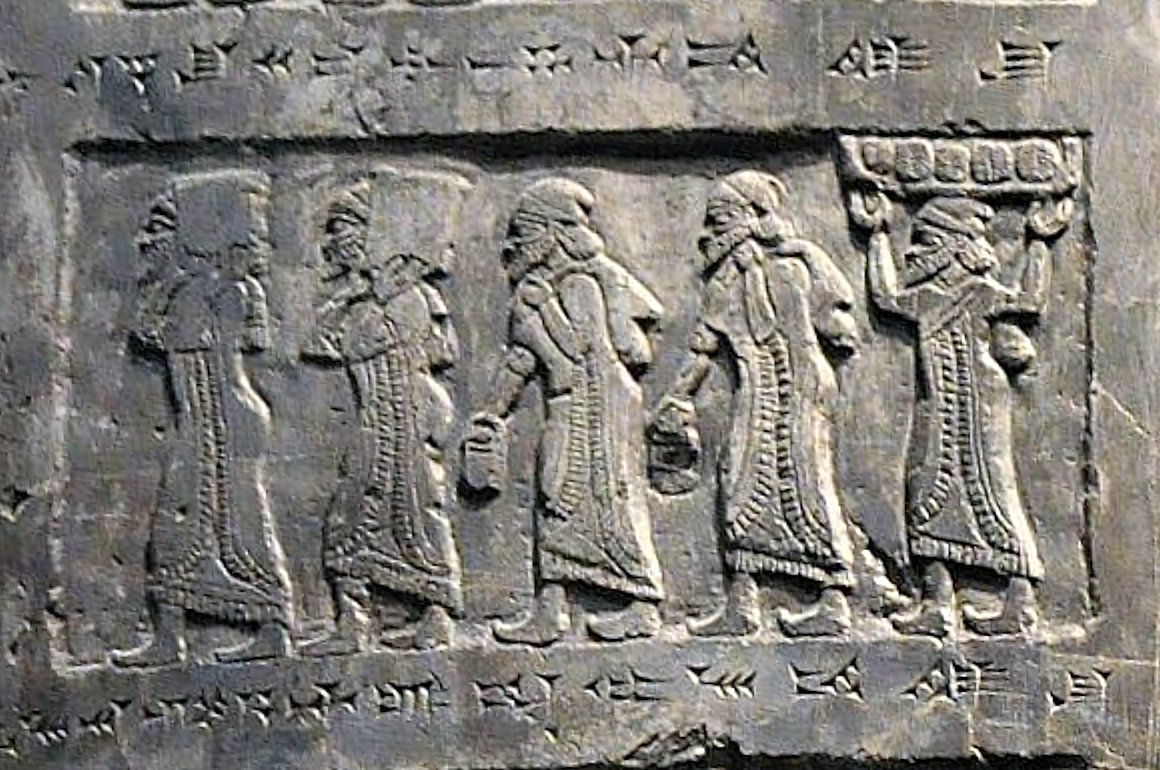
예후 왕의 사절단. 검은 오벨리스크. 기원전 841~840년

북이스라엘 왕국은 처음에 세겜에 도읍을 정한다. 디르사로 천도하고, 오므리가 사마리아에 수도를 건설하여 아시리아에 의해 왕국이 멸망할 때까지 수도로 남는다.
오늘날 고고학자들은 사마리아가 성경 시대에 북이스라엘 왕국의 수도였다는 것에 동의한다. 기원전 850년 경에 모압의 왕 메사가 이스라엘의 왕 오므리와 그의 아들 아합에게서 거둔 승리를 고대 히브리 문자로 기록한 메사 석비가 발견된 바 있다.

### 유다 왕국과의 연관성
성경에 의하면 처음 60년간은 유다 왕국이 북이스라엘 왕국에 대한 지배권을 회복하기 위해 끊임없이 전쟁을 벌인 뒤, 이후 80년간은 특별한 전쟁 없이 아람 다마스쿠스 등 공공의 적을 위해 연합했다고 한다.
이스라엘과 유다의 분쟁이 끝나고 유다 왕 여호사밧의 아들 여호람과 아합의 딸 아달랴의 결혼을 통해 동맹은 굳건해지나, 아합의 아들들이 기원전 840년에 예후의 쿠데타에 의해 모두 사망하고 만다.

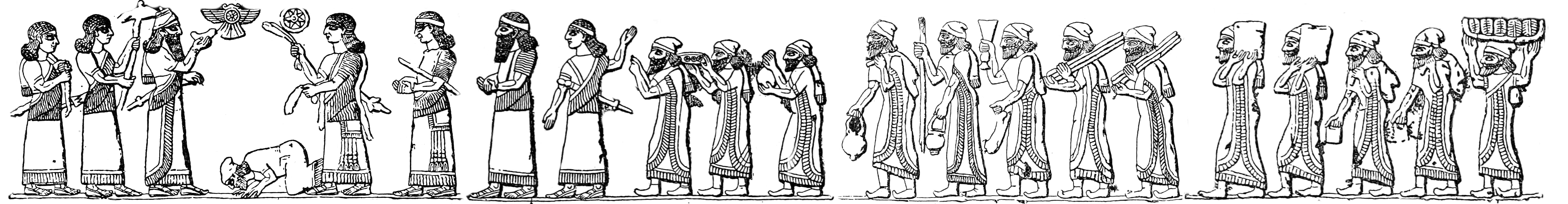
샬마네세르 3세에게 보내는 예후의 사절단. 검은 오벨리스크. 기원전 841~840년.

### 멸망
기원전 732년, 이스라엘의 베가는 아람의 왕 르신과 동맹을 맺어 예루살렘을 위협한다. 당시 유다 왕국의 왕이었던 아하즈는 아시리아의 티글라트-필레세르 3세에게 도움을 요청한다. 공물을 받은 티글라트-필레세르는 다마스쿠스, 이스라엘, 아람을 병합한다. 이 때 길르앗에 거주하던 르우벤, 가드, 므나쎄 지파 사람들도 아시리아에 끌려가 하부르강 유역에 정착한다. 이외에도 납달리 지파의 전지역, 에브라임 지파의 야노아도 점령한다. 이 때 많은 이스라엘 사람들이 아시리아로 끌려간다.
북이스라엘는 얼마 남지 않은 영토를 유지하다가, 기원전 720년 아시리아의 침공을 받아 완전히 멸망하고 남은 사람들도 모두 끌려간다. 아시리아는 사마리아를 3년간 포위하는 동안 샬마네세르 5세가 죽고 사르곤 2세가 즉위하는데, 사르곤 2세는 자기 자신을 사마리아의 정복자로 기록했다. 이 때 27,280명이 아시리아로 호송되었다. 이렇게 호송된 이스라엘 백성들은 하부르강 유역과 메디아 땅에 정착하여 엑바타나 등에 유대인 공동체를 형성한다. 토비트는 이 때 니네베로 끌려간 사람들의 이야기를 다룬다.

아시리아에 의한 북이스라엘 유민의 강제이주

이렇게 아시리아로 강제이주된 지파들을 잃어버린 열 지파로 부른다. 남쪽에는 유다 왕국이 남아 유다 지파, 시므온 지파, 베냐민 지파, 그리고 일부 레위 지파가 이스라엘 민족의 뿌리를 유지해나간다. 유다 왕국은 기원전 586년에 신바빌로니아 제국의 침공을 받아 멸망한다.

#### 사마리아인의 관점
사마리아인들은 아시리아에 의한 유수때 끌려간 이스라엘 민족은 소수에 불과하며, 여전히 북이스라엘 지역에 많은 이스라엘 민족이 남아있었다고 말한다. 일부 학자들은 단지 1/5만이 압송되었다고 추정하고, 나머지 사람들은 유다 왕국으로 건너가 예루살렘의 인구수가 5배나 증가했다고 말한다. 이로 인해 예루살렘은 새로운 성벽을 건설하고, 히즈키야가 샘을 새로 팠다고 주장한다.:221 또한 역대기하 30장에서도 이스라엘 지역에 에브라임, 므나쎄, 아셀, 이싸갈, 즈불론 지파의 많은 사람들이 정체성을 유지한 채로 남아있었음을 암시한다.

## 역대 임금

| #  | 왕조          | 임금         | 통치 기간 | 통치 기간              | 성경 구약 참고 |
| -- | ------------- | ------------ | --------- | ---------------------- | -------------- |
| 1  | 여로보암 왕조 | 여로보암 1세 | 22년      | 기원전 931년경-909년경 | 열왕기상 12:20 |
| 2  | 여로보암 왕조 | 나답         | 2년       | 기원전 909년경-908년경 | 열왕기상 15:25 |
| 3  | 바아사 왕조   | 바아사       | 24년      | 기원전 908년경-885년경 | 열왕기상 15:33 |
| 4  | 바아사 왕조   | 엘라         | 2년       | 기원전 885년경-884년경 | 열왕기상 16:8  |
| 5  | 지므리 왕조   | 지므리       | 7일       | 기원전 884년경-884년경 | 열왕기상 16:15 |
| 6  | 오므리 왕조   | 오므리       | 12년      | 기원전 884년경-873년경 | 열왕기상 16:21 |
| 7  | 오므리 왕조   | 아합         | 22년      | 기원전 873년경-852년경 | 열왕기상 16:29 |
| 8  | 오므리 왕조   | 아하지야     | 2년       | 기원전 852년경-851년경 | 열왕기상 22:51 |
| 9  | 오므리 왕조   | 요람         | 12년      | 기원전 851년경-842년경 | 열왕기하 1:17  |
| 10 | 예후 왕조     | 예후         | 28년      | 기원전 842년경-815년경 | 열왕기하 9:6   |
| 11 | 예후 왕조     | 여호아하즈   | 17년      | 기원전 819년경-804년경 | 열왕기하 13:1  |
| 12 | 예후 왕조     | 여호아스     | 16년      | 기원전 805년경-790년경 | 열왕기하 13:10 |
| 13 | 예후 왕조     | 여로보암 2세 | 41년      | 기원전 790년경-750년경 | 열왕기하 14:23 |
| 14 | 예후 왕조     | 즈가리야     | 6달       | 기원전 750년경-749년경 | 열왕기하 15:8  |
| 15 | 살룸 왕조     | 살룸         | 1달       | 기원전 749년경-749년경 | 열왕기하 15:13 |
| 16 | 므나헴 왕조   | 므나헴       | 10년      | 기원전 749년경-738년경 | 열왕기하 15:17 |
| 17 | 므나헴 왕조   | 브가히야     | 2년       | 기원전 738년경-736년경 | 열왕기하 15:23 |
| 18 | 베가 왕조     | 베가         | 20년      | 기원전 736년경-732년경 | 열왕기하 15:27 |
| 19 | 호세아 왕조   | 호세아       | 9년       | 기원전 732년경-722년경 | 열왕기하 17:1  |

### 내용주
1. ↑  
  - Rollston, Chris A. (2010). 《Writing and Literacy in the World of Ancient Israel: Epigraphic Evidence from the Iron Age》. Society of Biblical Literature. 52–54쪽. ISBN 978-1589831070.
  - Compston, Herbert F. B. (1919). 《The Inscription on the Stele of Méšaʿ》.
2. ↑  Dever, William G. (2001년 5월 10일). 《What Did the Biblical Writers Know and When Did They Know It?: What Archeology Can Tell Us About the Reality of Ancient Israel》 (영어). Wm. B. Eerdmans Publishing. ISBN 978-0-8028-2126-3.
3. ↑  Garfinkel, Yosef; Ganor, Saar (2018년 6월 7일). 《In the Footsteps of King David: Revelations from an Ancient Biblical City》 (영어). Thames and Hudson Limited. ISBN 978-0-500-77420-5.
4. ↑  Mazar, Amihai. “Archaeology and the Biblical Narrative: The Case of the United Monarchy”. 《Archaeological and Biblical Perspectives》 (영어).
5. ↑  Finkelstein, Israel; Silberman, Neil Asher (2002) The Bible Unearthed : Archaeology's New Vision of Ancient Israel and the Origin of Its Sacred Texts, Simon & Schuster, ISBN 0-684-86912-8
6. ↑  Kuhrt, Amiele (1995). 《The Ancient Near East》. Routledge. 438쪽. ISBN 978-0-41516-762-8.
7. ↑  북이스라엘 왕국, 《글로벌 세계 대백과》
8. ↑  Kuan, Jeffrey Kah-Jin (2016). 《Neo-Assyrian Historical Inscriptions and Syria-Palestine: Israelite/Judean-Tyrian-Damascene Political and Commercial Relations in the Ninth-Eighth Centuries BCE》 (영어). Wipf and Stock Publishers. 64–66쪽. ISBN 978-1-4982-8143-0.
9. ↑  Cohen, Ada; Kangas, Steven E. (2010). 《Assyrian Reliefs from the Palace of Ashurnasirpal II: A Cultural Biography》 (영어). UPNE. 127쪽. ISBN 978-1-58465-817-7.
10. ↑  Delitzsch, Friedrich; McCormack, Joseph; Carruth, William Herbert; Robinson, Lydia Gillingham (1906). 《Babel and Bible;》. Chicago, The Open court publishing company. 78쪽.
11. ↑  왕상 12:25
12. ↑  왕상 14:17
13. ↑  왕상 16:24
14. ↑  왕하 17:5
15. ↑  See Yohanan Aharoni, et al. (1993) The Macmillan Bible Atlas, p. 94, Macmillan Publishing: New York; and Amihai Mazar (1992) The Archaeology of the Land of the Bible: 10,000 – 586 B.C.E, p. 404, New York: Doubleday, see pp. 406-410 for discussion of archaeological significance of Shomron (Samaria) under Omride Dynasty.
16. ↑  2 Kings 3
17. ↑  2 Kings 16:7–9
18. ↑  Lester L. Grabbe (2007). 《Ancient Israel: What Do We Know and How Do We Know It?》. New York: T&T Clark. 134쪽. ISBN 978-05-67-11012-1.
19. ↑  왕하 16:9, 15:29
20. ↑  Finkelstein, Israel; Silberman, Neil Asher (2002) The Bible Unearthed : Archaeology's New Vision of Ancient Israel and the Origin of Its Sacred Texts, Simon & Schuster, ISBN 0-684-86912-8

## 같이 보기
- 남유다 왕국